# عوالی اللئالی العزیزیة فی الاحادیث الدینیة
عَوالی اللئالی العَزیزیة فی الاحادیث الدّینیة معروف به عوالی اللئالی یا غوالی اللئالی کتابی است شامل روایات فقهی و غیرفقهی تألیف محمد بن علی بن ابراهیم أحسائی، معروف به ابن ابی جمهور، (متوفای بعد از ۹۰۱ ق). این اثر در دو باب آمده و روایاتش مورد توجه عالمان و بزرگان پس از خود بوده که بر این کتاب اعتماد کرده‌اند.
این کتاب در سال ۱۴۰۳ ق منتشر و در اولین دوره مراسم کتاب سال جمهوری اسلامی ایران به‌عنوان کتاب برگزیده معرفی شد.

## نام کتاب
بعضی آن را غوالی اللئالی خوانده‌اند که بنا بر تحقیق صحیح نیست و نام صحیح کتاب «عوالی اللئالی» است.

## اعتبار کتاب و مؤلف
ابن ابی‌جمهور احسائی، از جمله علمایی است که در طول تاریخ بحث‌های فراوانی را متوجه خود ساخته‌است. عده‌ای کتاب او را مردود، ضعیف و… دانسته‌اند. گروهی فراتر رفته و علاوه بر کتاب، در اعتبار مصنف هم مناقشه کرده‌اند و مثلاً او را غلو کننده، صوفی، ضعیف، متساهل یا غیر دقیق در نقل روایت دانسته‌اند.
در مقابل، افرادی چون محدث نوری در مستدرک و سید نعمت‌الله جزائری در شرح خود بر «عوالی اللئالی» و آیت‌الله مرعشی نجفی در مقدمه کتاب، اشکالات وارده را نقل کرده و جواب‌های مفصلی به آنها داده‌اند. همچنین کسانی چون علامه مجلسی، کتاب «عوالی اللئالی» را از مصادر بحار قرار داده و بزرگانی مانند شیخ یوسف بحرانی و قاضی نوراللّه شوشتری و… به آن اعتماد کرده و روایات آن را نقل کرده‌اند.

## نسخ کتاب
نسخه‌ای از کتاب در نجف اشرف است که تاریخ آن ۸۹۹ ذکر شده و در حضور مصنف نوشته شده‌است. حواشی فراوانی نیز با عنوان «منه مد ظله» در آن به چشم می‌خورد. این نسخه از نظر اعتبار در بالاترین درجه ممکن است و نسخه آیت‌الله بروجردی از روی آن استنساخ شده که در زمان حیات مؤلف بوده‌است. چاپ فعلی کتاب از روی این نسخه و بعد از مقابله با نسخهٔ کتابخانه آیت‌الله مرعشی نجفی آماده شده‌است. همچنین تحقیق بسیار جامعی از مجتبی عراقی همراه آن آمده‌است. علاوه بر این مقدمه‌ای به قلم آیت‌الله مرعشی نجفی با عنوان رسالة النقود و الردود علی الکتاب و مؤلفه در ابتدای کتاب ذکر شده‌است.